# Sutherland (Iowa)
Pour les articles homonymes, voir Sutherland.
Sutherland est une ville du comté d'O'Brien, en Iowa, aux États-Unis. Elle est fondée en 1881 et incorporée le 29 octobre 1883.

## Source de la traduction
- (en) Cet article est partiellement ou en totalité issu de l’article de Wikipédia en anglais intitulé « Sutherland, Iowa » (voir la liste des auteurs).